# ۱۵۸۸ (میلادی)
۱۵۸۸ (میلادی) هزار و پانصد و هشتاد و هشتمین سال تقویم میلادی است.

## رویدادها
- ۶ اوت - ناوگان اسپانیایی آرمادا در سواحل گراویلینز از نیروی دریایی انگلستان شکست خورد.

## زادگان
- تامس هابز فیلسوف برجسته انگلیسی
- ۵ آوریل – تامس هابز، نویسنده و فیلسوف بریتانیایی (د. ۱۶۷۹)

## درگذشتگان
- ۱۷ ژوئیه – معمار سنان، معمار اهل ترکیه (ز. ۱۴۸۹)
- ۱۹ آوریل – پائولو ورونز، نقاش ایتالیایی